# (238817) Titeuf
(238817) Titeuf est un astéroïde de la ceinture principale.

## Description
(238817) Titeuf est un astéroïde de la ceinture principale. Il a été découvert le 10 août 2005 par l'astronome suisse Michel Ory à Vicques. Il présente une orbite caractérisée par un demi-grand axe de 3,0421007 UA, une excentricité de 0,2440868 et une inclinaison de 7,33129° par rapport à l'écliptique.
Cet astéroïde rend hommage au personnage de bande dessinée Titeuf, créé par le Suisse Philippe Chappuis, plus connu sous le nom de Zep.

## Compléments